# 趙烈光
趙烈光（1913年 - 没年不詳）は、朝鮮半島の独立運動家、朝鮮民主主義人民共和国の軍人。

## 略歴
京畿道出身。広島県の中学校に留学し、卒業後に中国へ渡った。1933年9月、義烈団系の朝鮮革命幹部学校に入学し、1934年4月に卒業。同年9月、南京の中央陸軍軍官学校に予備班員として入学し、11期砲兵科を卒業した。朝鮮民族革命党員として活動し、1937年12月から1938年5月まで中央陸軍軍官学校星子・江陵分校で見習い士官を務めた。
1938年10月、朝鮮義勇隊に入隊し、第1区隊第2分隊長に任命される。1939年春、第2遊撃隊長。1941年初、第3支隊員。同年夏、華北支隊第2隊第1分隊長。同年12月12日、河北省元氏県胡家荘の戦闘で重傷を負った。1942年6月頃、延安に赴き、1943年8月、華北朝鮮独立同盟の同盟員になった。1945年2月、朝鮮革命軍政学校教官・第1区隊長。日本の降伏に伴って東北部の延辺へ赴き、朝鮮義勇軍第5支隊参謀長となる。
1946年前半、38度線以北に帰国した。その後、朝鮮戦争に参戦。1950年9月5日、朴成哲に代わって朝鮮人民軍第15師団長（少将）に任命され、永川の戦いを指揮した。1951年、第6軍団砲兵司令官。

## 参考資料
- 강만길; 성대경 編「조열광」『한국사회주의운동인명사전』창작과비평사、1996年、457-458頁。ISBN 8936470302。
- 6･25전쟁사 5 낙동강선 방어작전(6.25戦争史 5 洛東江線 防御作戦), 大韓民国国防部軍史編纂研究所, (2008)